# Лајош Јаковетић
Лајош Јаковетић (15. новембар 1922, Суботица — 27. јануар 2003) је био фудбалер Спартака, Партизана и југословенски фудбалски репрезентативац.

## Спортска биографија
На првом државном првенству нове Југославије 1945. године игра за репрезентативни тим ФС Војводине, која је у четвртини финала победила репрезентацију Македоније са 3:1 а у полуфиналу изгубила од екипе Југословенске Армије са 4:3.
Фудбалску каријеру Лајош је отпочео у Спартаку из Суботице, за који је после Другог светског рата играо у два наврата (1946-48 и 1952-57). За Спартак је одиграо 106 првенствених утакмица и постигао је 6 првенствених голова.
У периоду од 1948. па до 1952. године је играо за београдски Партизан. Са црно-белима је освојио титулу шампиона државе у сезони 1948/49

## Репрезентација Југославије
За репрезентацију Југославије је наступио на 4 утакмице. Дебитовао је на 21. августа 1949. године на квалификационој утакмици за светско првенство које је требало да се одржи 1950. у Бразилу против репрезентације Израела у Београду. Резултат те утакмице је био 6:0 за Југославију.
Од репрезентације се опростио 13. новембра 1949. године, на пријатељској утакмици против репрезентацију Аустрије у Београду, када је Југославија изгубила са резултатом од 5:2.
Друге две утакмице за репрезентацију су биле у Тел Авиву против репрезентације Израела. Југославија је победила са 5:2. и у Београду против репрезентације Француске (1:1) Обе утакмице су биле у оквиру квалификација за светско фудбалско првенство.

## Тренерска каријера
Као тренер суботичког Спартака у сезони 1961-62. је дошао до финала Купа Маршала Тита, али је у финалу Спартак поражен од стране ОФК Београда са 4:1.

## Играчка статистика у ФК Партизан
Лајошева статистика са Партизановог званичног клупског сајта
| Такмичење       | Број утакмица | Број голова |
| --------------- | ------------- | ----------- |
| Првенствене     | 52            | 2           |
| Интернационалне | 29            | 0           |
| Пријатељске     | 93            | 2           |
| Куп Југославије | 12            | 0           |
| Укупно          | 186           | 4           |